# Genocidaris maculata
Genocidaris maculata is een zee-egel uit de familie Trigonocidaridae.
De wetenschappelijke naam van de soort werd in 1869 gepubliceerd door Alexander Agassiz.